# Rigoreus
Rigoreus is een single van de Nederlandse band The Scene uit 1990. Het stond in hetzelfde jaar als derde track op het album Blauw, waar het de eerste single van was.

## Achtergrond
Rigoreus is geschreven door Thé Lau en geproduceerd door Rick de Leeuw. Het is een Nederlandstalige rocknummer waarin een situatie wordt beschreven waarin twee geliefde bij elkaar zijn en de liedverteller een signaal van de ander ontvangt om iets rigoreus te doen. The Scene heeft over de jaren heen verschillende varianten van het lied uitgebracht. Op het album The Scene Live staat een liveversie van het nummer en op de 2 Meter sessies is een unpluggede versie te vinden. De B-kant van de single is Sex of fantasie, eveneens geschreven door Lau en geproduceerd door De Leeuw en als negende track op hetzelfde album te vinden.

## Hitnoteringen
Het lied was een bescheiden hit in Nederland. Het piekte op de 68e plaats van de Nationale Top 100 en was hierin vijf weken te vinden. De Top 40 werd niet behaald, maar er was wel de tiende plaats in de Tipparade.